# 楊嵩
楊嵩（6世紀—6世紀），楊忠庶子。中國隋朝皇族。楊嵩在北周時以其父的軍功而得封興城郡公，早卒。隋文帝受禪稱帝後追封楊嵩為道王，追諡為宣。因為楊嵩身後無子，隋文帝命滕穆王楊瓚之子楊靜過繼並襲封道王。

## 外部連結
[在维基数据编辑]
 《北史·卷071》，出自李延壽《北史》